# Chimerarachne yingi
Chimerarachne, Chimerarachnidae
Famille
Genre
Espèce
Chimerarachne yingi, unique représentant du genre fossile Chimerarachne et de la famille des Chimerarachnidae, est une espèce fossile d'Arachnida.

## Répartition
Cette espèce a été découverte dans de l'ambre de Birmanie. Elle date du Crétacé.

## Description
Le mâle holotype mesure 2,42 mm et le mâle paratype 2,80 mm.
Les pattes et le corps des Chimerarachne ressemblent généralement à des araignées. Les chélicères (pièces buccales) ressemblent à celles des araignées appartenant aux mésothèles ou mygalomorphes. Le croc n'a pas de poils, ce qui est une autre caractéristique typique de l'arachnide, mais il n'est pas clair s'ils avaient du venin ou non. Le pédipalpe mâle possède un organe palpien constitué du tarse (ou cymbium ), divisé à l'extrémité en deux longs lobes, et d'un simple bulbe palpien semblable à celui de certaines araignées mygalomorphes mais apparemment moins complexe que le bulbe des mésothéles.
L'abdomen est segmenté, comme celui d'une araignée mésothèle. Cependant, contrairement aux araignées, il y a plusieurs courts segments cylindriques à l'arrière desquels émerge une longue queue segmentée (ou flagelle). L'abdomen porte également des filières sur la face inférieure, et celles-ci sont particulièrement intéressantes étant donné qu'il était largement supposé que les araignées devaient initialement avoir quatre paires au milieu de la face inférieure comme pour les araignées mésothèles modernes. En revanche, Chimerarachne a deux paires de filières assez bien développées vers l'arrière de l'abdomen qui sont de forme similaire à celles des mésothèles et qui sont probablement équivalentes aux filières latérales antérieures (ALS) et aux filières latérales postérieures (PLS) des araignées modernes. Il n'y a cependant pas de filières médianes postérieures. À l'endroit où les filières médianes antérieures (AMS) seraient attendues chez les araignées, il y a à la place une paire de broches tronquées qui pourraient être des filières en cours de formation.

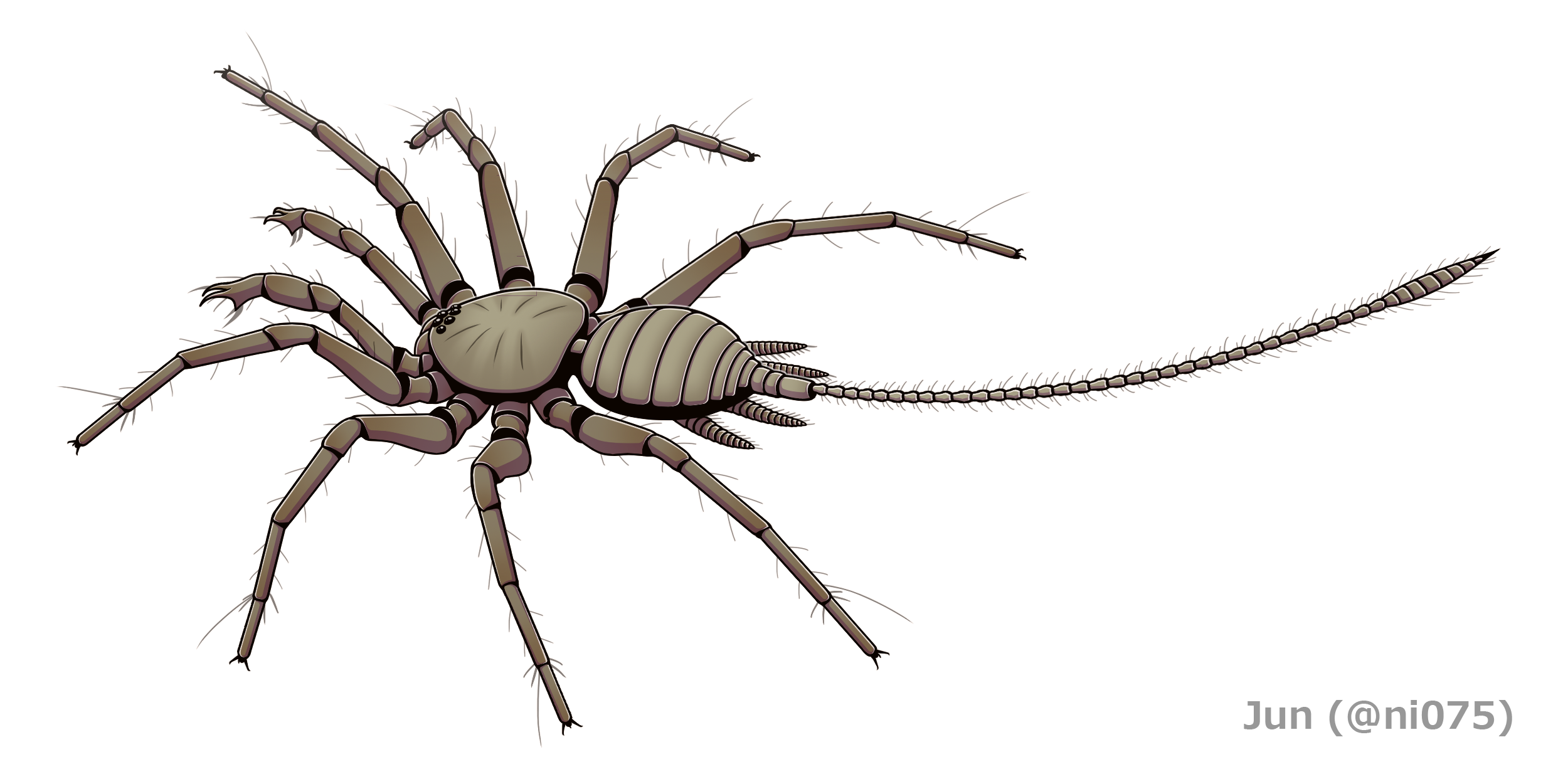
Vue d'artiste de Chimerarachne yingi.

## Étymologie
Cette espèce est nommée en l'honneur de Yan-ling Ying.

## Publications originales
- (en) Wang, Dunlop, Selden, Garwood, Shear, Müller & Lei, « Cretaceous arachnid Chimerarachne yingi gen. et sp. nov. illuminates spider origins », Nature Ecology and Evolution, 2018, vol. 2, p. 614–622.
- (en) Wunderlich, « What is a spider? Cretaceous fossils modify strongly phylogenetics as well as diagnoses of families, superfamilies and even suborders of spiders (Araneida) and other arthropods », Beiträge zur Araneologie, 2019, vol. 12, p. 1–32.